# Vasa Đurđević
Vasa Đurđević (Gjurgjević) (Osijek, 1841. – Beč, 1915.), hrvatski političar i odvjetnik srpske nacionalnosti
Rođen u Osijeku 1841. Izabran u Dalju 1875. za zastupnika u Hrvatskom saboru. Poslije mu je izborna jedinica bio Irig u Srijemu, sve do sloma Hedervaryjeve Narodne stranke 1906. godine. Obnašao visoke dužnosti u Saboru. Od 1884. prvi potpredsjednik, a 1893. i 1899. predsjednik. Kao političar zastupao srpske interese u Kraljevini Hrvatskoj i Slavoniji. Bio pristaša srpske narodno-crkvene autonomije. Budući da je bio uz vladu, prihvaćao je odluke koje nisu bile po volji oporbi grupirane oko Srpske samostalne stranke i lista Srbobran. Zbog tog ga je Srbobran često optuživao za izdaju srpstva.